# Écaquelon
Écaquelon est une commune française située dans le département de l'Eure en région Normandie.
Ses habitants sont appelés les Écaquelonais.

## Géographie

### Localisation
Écaquelon est une commune du Nord-Ouest du département de l'Eure en région Normandie. Située sur la rive droite de la Risle, elle appartient à la région naturelle du Roumois.
Le bourg d'Écaquelon est à 16,7 km au sud-est de Pont-Audemer, à 31,2 km au sud-ouest de Rouen, à 39,5 km au nord-est de Lisieux et à 43,3 km au nord-ouest d'Évreux.
|                                    | Illeville-sur-Montfort | Touville                |
| Glos-sur-Risle, Montfort-sur-Risle | Écaquelon              | Saint-Léger-du-Gennetey |
| Glos-sur-Risle                     | Thierville             | Bonneville-Aptot        |

### Boisement
Le Nord-Ouest de la commune d'Écaquelon est couvert par la forêt de Montfort.

### Hydrographie
La commune est située dans le bassin Seine-Normandie. Elle est drainée par le fossé 01 de la commune de Ecaquelon,.

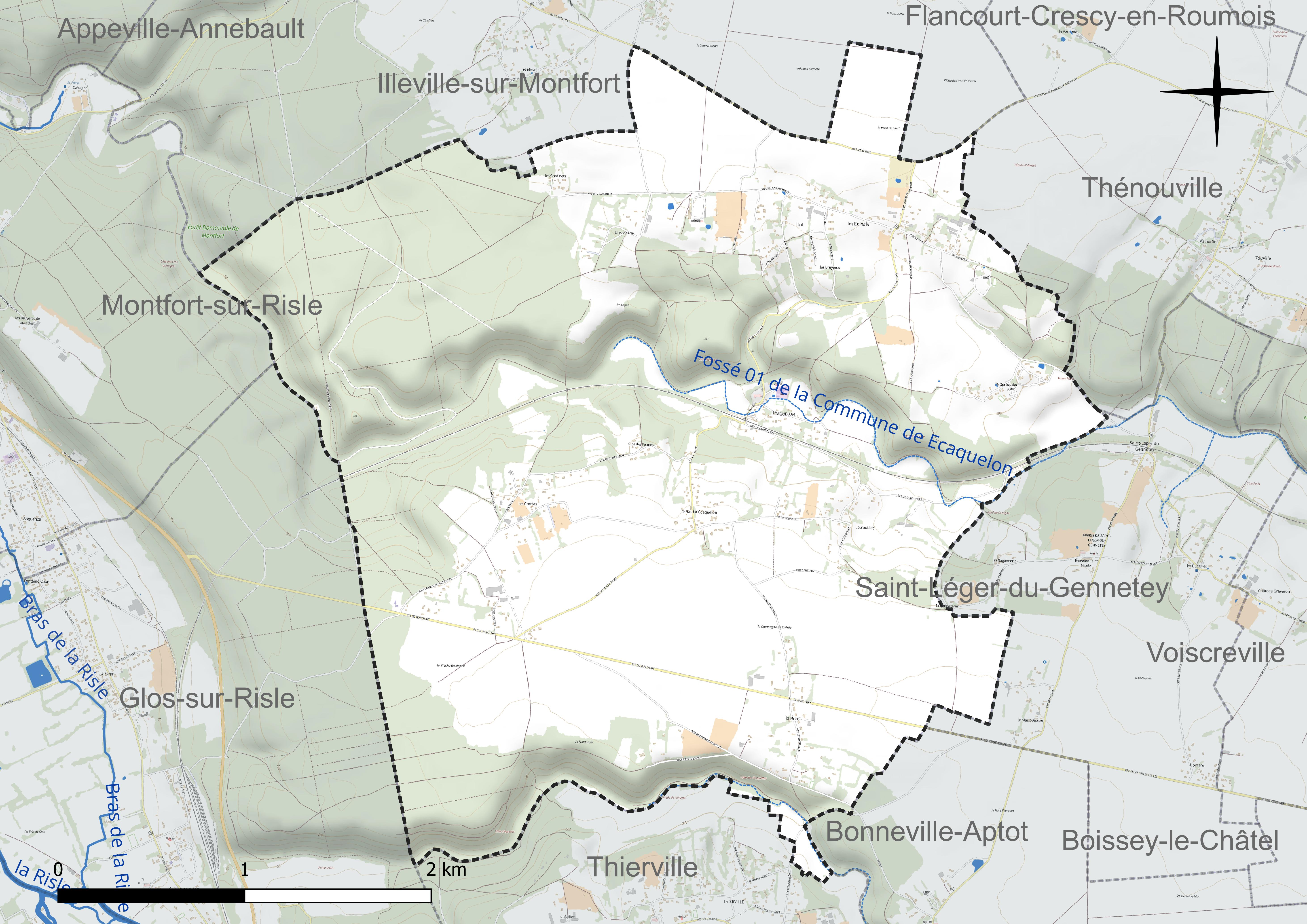
Réseau hydrographique d'Écaquelon.

### Climat
Pour des articles plus généraux, voir Climat de la Normandie et Climat de l'Eure.
En 2010, le climat de la commune est de type climat océanique altéré, selon une étude du CNRS s'appuyant sur une série de données couvrant la période 1971-2000. En 2020, Météo-France publie une typologie des climats de la France métropolitaine dans laquelle la commune est exposée à un climat océanique et est dans la région climatique  Côtes de la Manche orientale, caractérisée par un faible ensoleillement (1 550 h/an) ; forte humidité de l’air (plus de 20 h/jour avec humidité relative > 80 % en hiver), vents forts fréquents. Parallèlement le GIEC normand, un groupe régional d’experts sur le climat, différencie quant à lui, dans une étude de 2020, trois grands types de climats pour la région Normandie, nuancés à une échelle plus fine par les facteurs géographiques locaux. La commune est, selon ce zonage, exposée à un « climat contrasté des collines », correspondant au Pays d’Auge, Lieuvin et Roumois, moins directement soumis aux flux océaniques et connaissant toutefois des précipitations assez marquées en raison des reliefs collinaires qui favorisent leur formation.
Pour la période 1971-2000, la température annuelle moyenne est de 10,6 °C, avec une amplitude thermique annuelle de 13,7 °C. Le cumul annuel moyen de précipitations est de 781 mm, avec 12,7 jours de précipitations en janvier et 8,6 jours en juillet. Pour la période 1991-2020, la température moyenne annuelle observée sur la station météorologique la plus proche, située sur la commune de Brionne à 11 km à vol d'oiseau, est de 11,5 °C et le cumul annuel moyen de précipitations est de 791,7 mm,. Pour l'avenir, les paramètres climatiques de la commune estimés pour 2050 selon différents scénarios d’émission de gaz à effet de serre sont consultables sur un site dédié publié par Météo-France en novembre 2022.

## Urbanisme

### Typologie
Au 1er janvier 2024, Écaquelon est catégorisée commune rurale à habitat dispersé, selon la nouvelle grille communale de densité à 7 niveaux définie par l'Insee en 2022.
Elle est située hors unité urbaine. Par ailleurs la commune fait partie de l'aire d'attraction de Rouen, dont elle est une commune de la couronne,. Cette aire, qui regroupe 317 communes, est catégorisée dans les aires de 200 000 à moins de 700 000 habitants,.

### Occupation des sols
L'occupation des sols de la commune, telle qu'elle ressort de la base de données européenne d’occupation biophysique des sols Corine Land Cover (CLC), est marquée par l'importance des territoires agricoles (59,7 % en 2018), une proportion sensiblement équivalente à celle de 1990 (60,2 %). La répartition détaillée en 2018 est la suivante : forêts (37,9 %), terres arables (34,5 %), zones agricoles hétérogènes (19,8 %), prairies (5,4 %), milieux à végétation arbustive et/ou herbacée (2,4 %). L'évolution de l’occupation des sols de la commune et de ses infrastructures peut être observée sur les différentes représentations cartographiques du territoire : la carte de Cassini (XVIIIe siècle), la carte d'état-major (1820-1866) et les cartes ou photos aériennes de l'IGN pour la période actuelle (1950 à aujourd'hui).

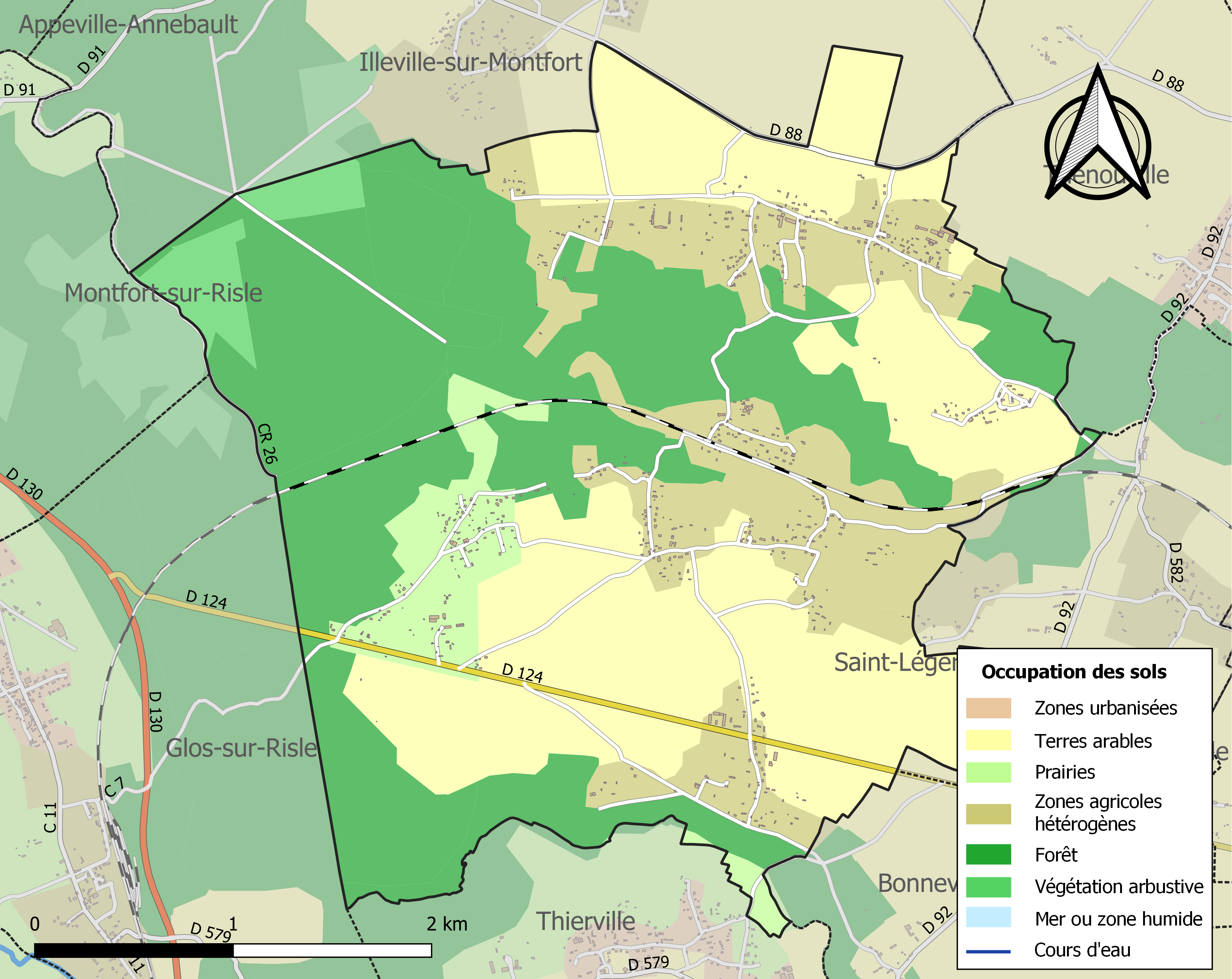
Carte des infrastructures et de l'occupation des sols de la commune en 2018 (CLC).

## Toponymie
Le nom de la localité est attesté sous les formes Scacherlun (charte de Henri II) et Schacherlon en 1174, Escaquernon en 1203, Escacallon en 1214 (feoda Normanniæ), Esquaquelon en 1248, Escaquelon en 1419, Esquaquelon en 1717 (Claude d’Aubigné), Équaquelon en 1738.
Il s'agit d'un type toponymique fréquent issu de l'ancien scandinave ou d'une forme d'anglo-scandinave dont Jean Renaud dresse la liste à propos de l'appellatif vieux norrois lundr « petit bois, bosquet » qui a précisément abouti à la terminaison -lon, ron, voire -non en Normandie,. La comparaison avec les nombreux Ecaquelon permet d'identifier cet élément, par exemple Écaquelon (Seine-Maritime, Rainfreville, Escaquelond milieu 1260); Ecaquelon ou Ecatelonde (Seine-Maritime, Smermesnil, Scakerlonde 1165), etc.
L'étymologie du premier élément Ecaque- ne fait pas l'unanimité chez les toponymistes : Gillian Fellows Jensen y voit le nom de personne Skakari de type rare, mais que l'on pourrait reconnaître dans Ecaquetot (Seine-Maritime, Saint-Denis-de-Héricourt, Escaquetot 1503), cependant François de Beaurepaire préfère reprendre la suggestion de Jean Adigard des Gautries et proposer le vieil anglais sceacre (sic) que l'on identifie dans Shackerstone ou Shackerley en Grande-Bretagne. Ecaquelon serait dans cette perspective le « bois des voleurs ». Jean Renaud reprend cette théorie et propose également l'anthroponyme Skakarri, l'appellatif skaggi « langue de terre » ou encore skekill « extrémité d'un champ ».
Remarque : Si le rejet du nom de personne Skakar(r)i par François de Beaurepaire semble justifié, car on ne voit pas pourquoi cet anthroponyme rare aurait été (presque) exclusivement combiné avec lundr, sceacre (comprendre sċeacre) ne convient pas davantage phonétiquement, à moins d'imaginer un *skakker anglo-scandinave de même sens. Quant aux appellatifs proposés par Jean Renaud, ils ne sont soutenus par aucune forme ancienne montrant une évolution (non régulière) de /g/ à /k/ ou encore de /e/ à /a/. L'origine du premier élément reste donc obscure.

## Politique et administration
| Période                                  | Période     | Identité               | Étiquette | Qualité                                |
| ---------------------------------------- | ----------- | ---------------------- | --------- | -------------------------------------- |
| Les données manquantes sont à compléter. |             |                        |           |                                        |
| ca 1943                                  |             | Emmanuel de Bartillat  |           | Nommé conseiller départemental en 1943 |
| Les données manquantes sont à compléter. |             |                        |           |                                        |
| avant 1995                               | 3 juin 2009 | Jean-Louis Renverseau  |           |                                        |
| juillet 2009                             | 2020        | Christiane Dupont      | DVG       | Retraitée de l'enseignement            |
| 2020                                     | En cours    | Jean-François Dumesnil |           |                                        |

## Population et société

### Démographie
L'évolution du nombre d'habitants est connue à travers les recensements de la population effectués dans la commune depuis 1793. Pour les communes de moins de 10 000 habitants, une enquête de recensement portant sur toute la population est réalisée tous les cinq ans, les populations de référence des années intermédiaires étant quant à elles estimées par interpolation ou extrapolation. Pour la commune, le premier recensement exhaustif entrant dans le cadre du nouveau dispositif a été réalisé en 2004.

En 2022, la commune comptait 608 habitants, en évolution de −1,62 % par rapport à 2016 (Eure : −0,25 %, France hors Mayotte : +2,11 %).
| 1793  | 1800 | 1806 | 1821  | 1831 | 1836 | 1841 | 1846 | 1851 |
| ----- | ---- | ---- | ----- | ---- | ---- | ---- | ---- | ---- |
| 1 015 | 899  | 976  | 1 012 | 956  | 964  | 949  | 929  | 893  |

| 1856 | 1861 | 1866 | 1872 | 1876 | 1881 | 1886 | 1891 | 1896 |
| ---- | ---- | ---- | ---- | ---- | ---- | ---- | ---- | ---- |
| 800  | 964  | 722  | 700  | 656  | 582  | 572  | 544  | 479  |

| 1901 | 1906 | 1911 | 1921 | 1926 | 1931 | 1936 | 1946 | 1954 |
| ---- | ---- | ---- | ---- | ---- | ---- | ---- | ---- | ---- |
| 467  | 417  | 386  | 389  | 432  | 402  | 376  | 385  | 337  |

| 1962 | 1968 | 1975 | 1982 | 1990 | 1999 | 2004 | 2006 | 2009 |
| ---- | ---- | ---- | ---- | ---- | ---- | ---- | ---- | ---- |
| 361  | 372  | 300  | 357  | 426  | 428  | 449  | 443  | 513  |

| 2014 | 2019 | 2022 | - | - | - | - | - | - |
| ---- | ---- | ---- | - | - | - | - | - | - |
| 601  | 601  | 608  | - | - | - | - | - | - |

### Manifestations culturelles et festivités
Fête de la Saint-Jacques : premier dimanche de mai.

## Culture locale et patrimoine

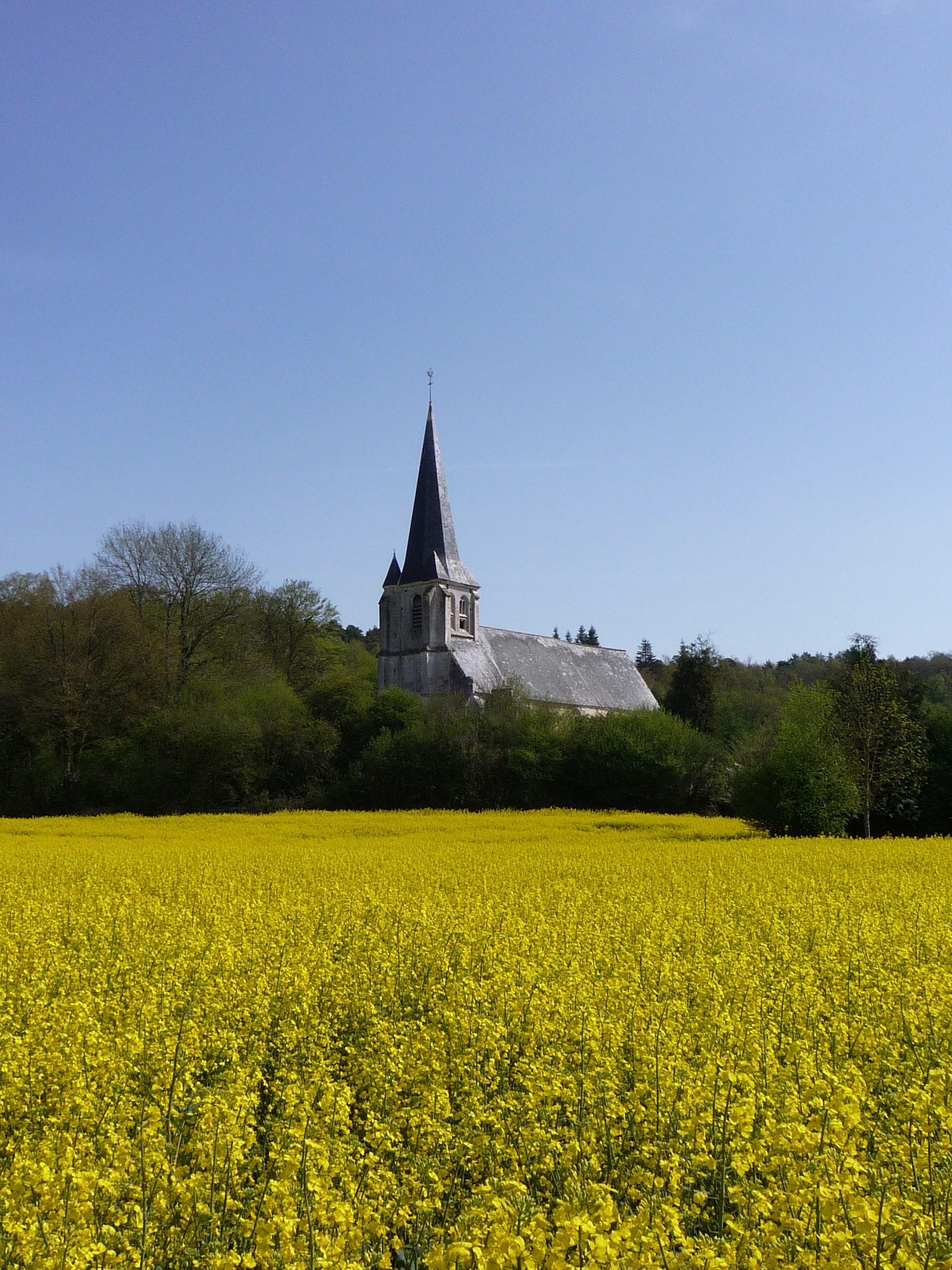
L'église Notre-Dame.

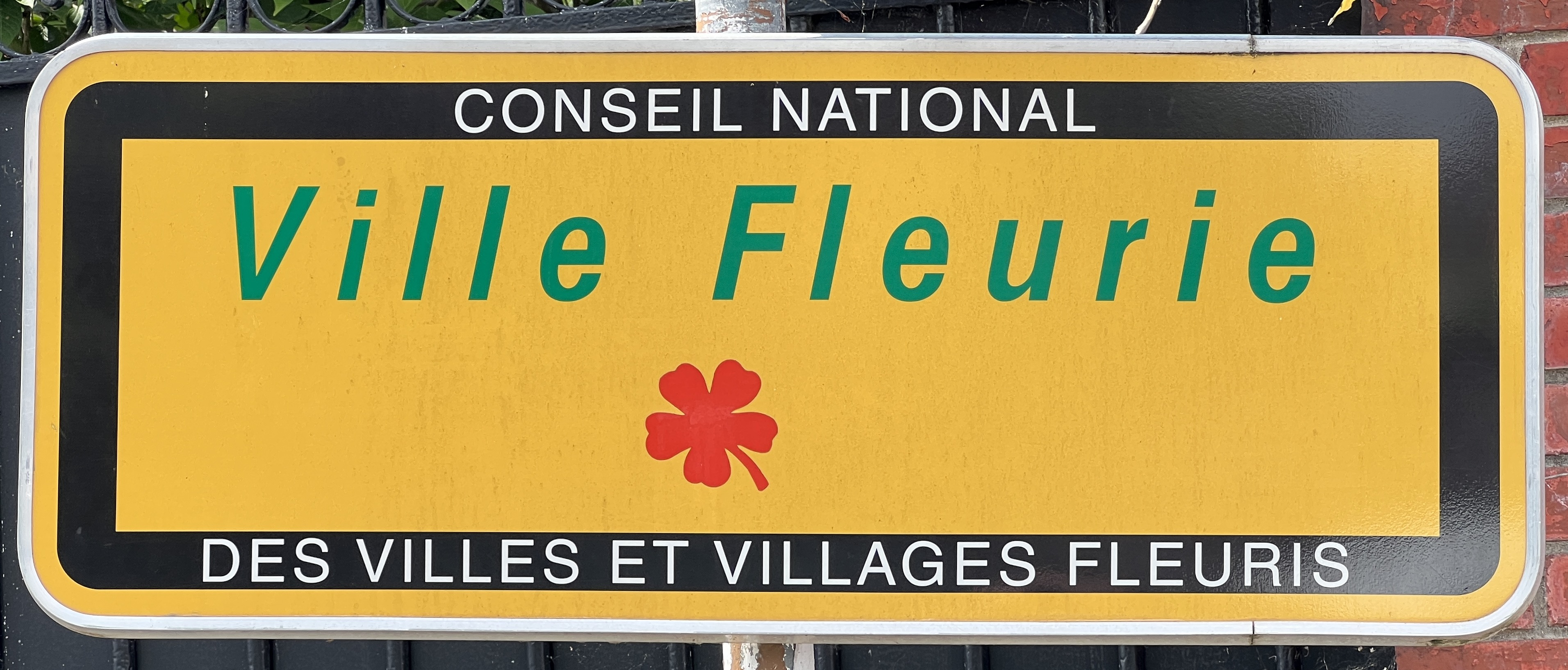
La récompense "Ville Fleurie", également connue sous le nom de "Villes et Villages fleuris, anciennement appelée concours, a été créée en 1959 en France pour promouvoir le fleurissement, l'environnement de vie et les espaces verts.

### Lieux et monuments
La commune d'Écaquelon compte un édifice inscrit au titre des monuments historiques :
- L'église Notre-Dame et Saint-Jacques (ou Notre-Dame-de-l'Assomption) (XIIIe, XIVe, XVIe et XVIIIe)  Inscrit MH (1926)[33],[34]

Par ailleurs, plusieurs autres édifices sont inscrits à l'inventaire général du patrimoine culturel :
- Le château du Bois-Héroult (XVIe (?) et XVIIIe)[35] et sa chapelle ;
- Une croix de cimetière du XVIIIe siècle dans le cimetière de l'église Notre-Dame et Saint-Jacques[36] ;
- Le manoir de la Hennière, du XVIIIe siècle au lieu-dit Les Épinais[37].

Autres lieux :
- Château de la Ferté .

### Patrimoine naturel

#### ZNIEFF de type 1
- La mare d'Itot[38] ;
- La mare du bois des loups[39] ;
- La petite vallée[40].

#### ZNIEFF de type 2
- La vallée de la Risle de Brionne à Pont-Audemer, la forêt de Montfort[41].

#### Site classé
- L'église Saint-Jacques, les haies, les petits murs et les ifs du cimetière  Site classé (1925)[42] ;
- Le vallée de la Risle  Site classé (1993)[43].

### Personnalités liées à la commune
- Henri Lavedan (1859-1940), journaliste et auteur dramatique français, mort le 4 septembre 1940 à Écaquelon.